# Accident de tir à Santa Fe
L’accident de tir à Santa Fe est un événement survenu le 21 octobre 2021 lors du tournage du film Rust. L'acteur Alec Baldwin, alors en tournage au Bonanza Creek Ranch (en) situé à Santa Fe dans l'État américain du Nouveau-Mexique, décharge une arme à feu — remise par l'assistant réalisateur Dave Halls — qu'il croit alors chargée à blanc. La balle touche le réalisateur Joel Souza et la directrice de la photographie Halyna Hutchins, qui meurt des suites de ses blessures.

## Accident

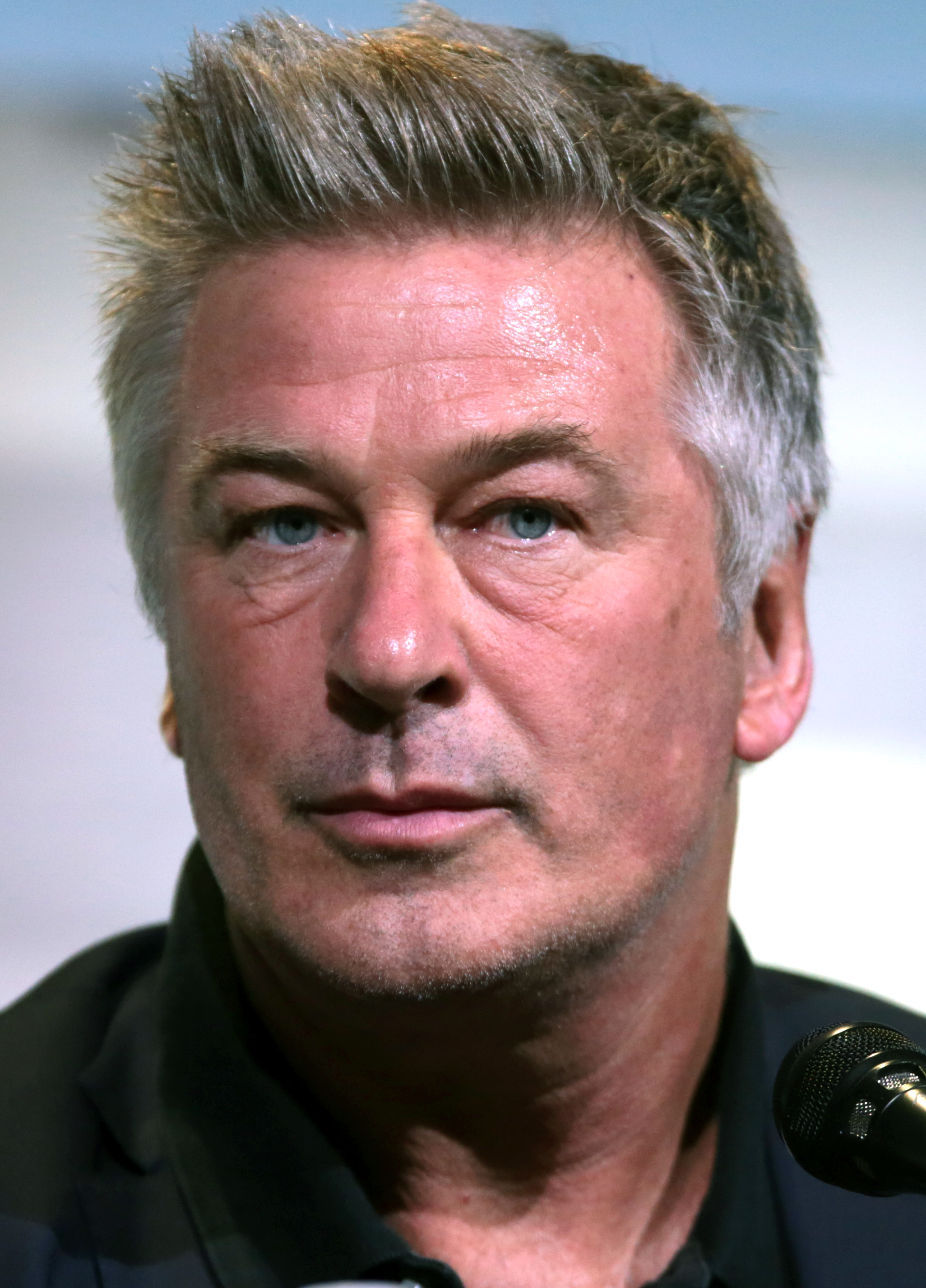
Alec Baldwin, qui a accidentellement tiré avec l'arme à feu, a tué la directrice de la photographie Halyna Hutchins et blessé le réalisateur Joel Souza.

Le 21 octobre 2021, l'acteur Alec Baldwin sur le tournage de son prochain film Rust au Bonanza Creek Ranch à Santa Fe, au Nouveau-Mexique, s'est vu remettre par l'assistant réalisateur Dave Halls une arme à feu préparée par la jeune armurière Hannah Gutierrez Reed, fille de Thell Reed. Baldwin a ensuite déchargé l'arme à feu, touchant la directrice de la photographie Halyna Hutchins à la poitrine et le réalisateur Joel Souza, qui se tenait derrière Hutchins, à l'épaule. Immédiatement après l'accident, Halyna Hutchins est transportée à l'hôpital de l'université du Nouveau-Mexique à Albuquerque par hélicoptère et Souza en ambulance au Centre médical régional Christus St. Vincent (en) à Santa Fe. Hutchins meurt plus tard des suites de ses blessures à l'hôpital. Baldwin est interrogé et libéré sans inculpation. Le bureau du shérif du comté de Santa Fe commence à enquêter sur le type de projectile qui a été tiré et comment l'événement s'est produit. Souza est sorti de l'hôpital le jour même.
Un accident similaire était survenu en 1993 au cours du tournage du film The Crow, où Michael Massee tira accidentellement sur Brandon Lee, qui avait succombé à ses blessures.

## Suites et enquête
Le 22 octobre 2021, Baldwin envoie un tweet exprimant son « choc et sa tristesse concernant le tragique accident qui a coûté la vie à Halyna Hutchins ». Il a également indiqué sa pleine coopération dans l'enquête policière en cours concernant l'accident, qui a été confirmée par le bureau du shérif. Dans une déclaration sous serment, un détective a déclaré que Baldwin s'était vu remettre l'accessoire par l'assistant réalisateur Dave Halls ; ni Halls ni Baldwin ne savaient qu'il était réellement chargé. L'armurière avait déjà créé des incidents sur des tournages précédents, notamment sur le tournage de The Old Way, avec Nicolas Cage.
L'incident fait l'objet d'une enquête menée par le bureau du shérif du comté de Santa Fe, le procureur du premier district judiciaire du Nouveau-Mexique et le bureau de la santé et de la sécurité au travail du Nouveau-Mexique. La production du film a été suspendue pour une durée indéterminée. L'incident a suscité un débat sur la sécurité au travail dans l'industrie cinématographique, le traitement de ses employés et l'utilisation de vraies armes à feu comme accessoires. Les jours précédant la mort accidentelle de Halyna Hutchins, plusieurs incidents et entorses aux procédures avaient déjà été constatés avec les armes, sans conséquences dramatiques mais sans déclencher non plus d'analyses plus poussées sur la sécurité .
Hannah Guttierez-Reed, alors armurière responsable des armes à feu sur le tournage du film, a admis ne pas avoir revérifié l'arme et ses munitions après la pause déjeuner, moment de la reprise du tournage.
Une plainte pour « comportement dangereux » est déposée par la famille de Hutchins à la mi-novembre contre Alec Baldwin. L'acteur est accusé de ne pas avoir vérifié l'arme qu'il a utilisée et d'en avoir fait usage sans être en présence d'Hannah Gutierrez Reed.
Lors d'une interview pour la chaîne ABC News rendue publique le 1er décembre, Alec Baldwin affirme cependant ne pas avoir pressé la détente. Il ajoute qu'il « ne pointerait jamais une arme sur quelqu'un ».
Le 5 octobre 2022, Alec Baldwin annonce être parvenu à un accord avec la famille de la victime décédée, mettant un terme aux poursuites judiciaires au civil.
Le 19 janvier 2023, la procureure du comté de Santa Fe (Nouveau-Mexique), Mary Carmack-Altwies, annonce son intention de poursuivre l'armurière et l'acteur en justice pour homicide involontaire coupable (homicide involontaire par négligence ou manquement à une obligation de sécurité). Gutierrez Reed et Baldwin sont formellement inculpés le 31 janvier suivant. Baldwin plaide non coupable le 23 février suivant. Les poursuites contre l'acteur sont officiellement abandonnées le 21 avril 2023, l'enquête devant être approfondie.
Le 19 janvier 2024, Alec Baldwin est de nouveau inculpé d'homicide involontaire, il risque 18 mois de prison en cas de condamnation.

## Procès
Le premier procès, celui de Dave Halls, premier assistant réalisateur du film, a lieu le 31 mars 2023. Il est condamné à 6 mois de sursis avec mise à l'épreuve après un accord de plaider coupable,.
L'audience préliminaire du procès concernant l'armurière Hannah Gutierrez-Reed est reportée au 9 août 2023. Son procès se tient du 21 février au 6 mars 2024. Hannah Gutierrez-Reed est condamnée le 15 avril suivant à dix-huit mois d'emprisonnement ferme, la peine maximale au Nouveau-Mexique, pour homicide involontaire, la procureure lui reprochant une négligence grave et son manque de remords.
Le procès d'Alec Baldwin, dont la demande d'annulation de l'acte d'accusation a été rejetée le 26 mai précédent, se tient à partir du 9 juillet 2024 devant le tribunal de Santa Fe, au Nouveau-Mexique,. Le 13 juillet 2024, un juge rejette le procès pour homicide involontaire contre Alec Baldwin en raison de la rétention de preuves.